# Сваямвара

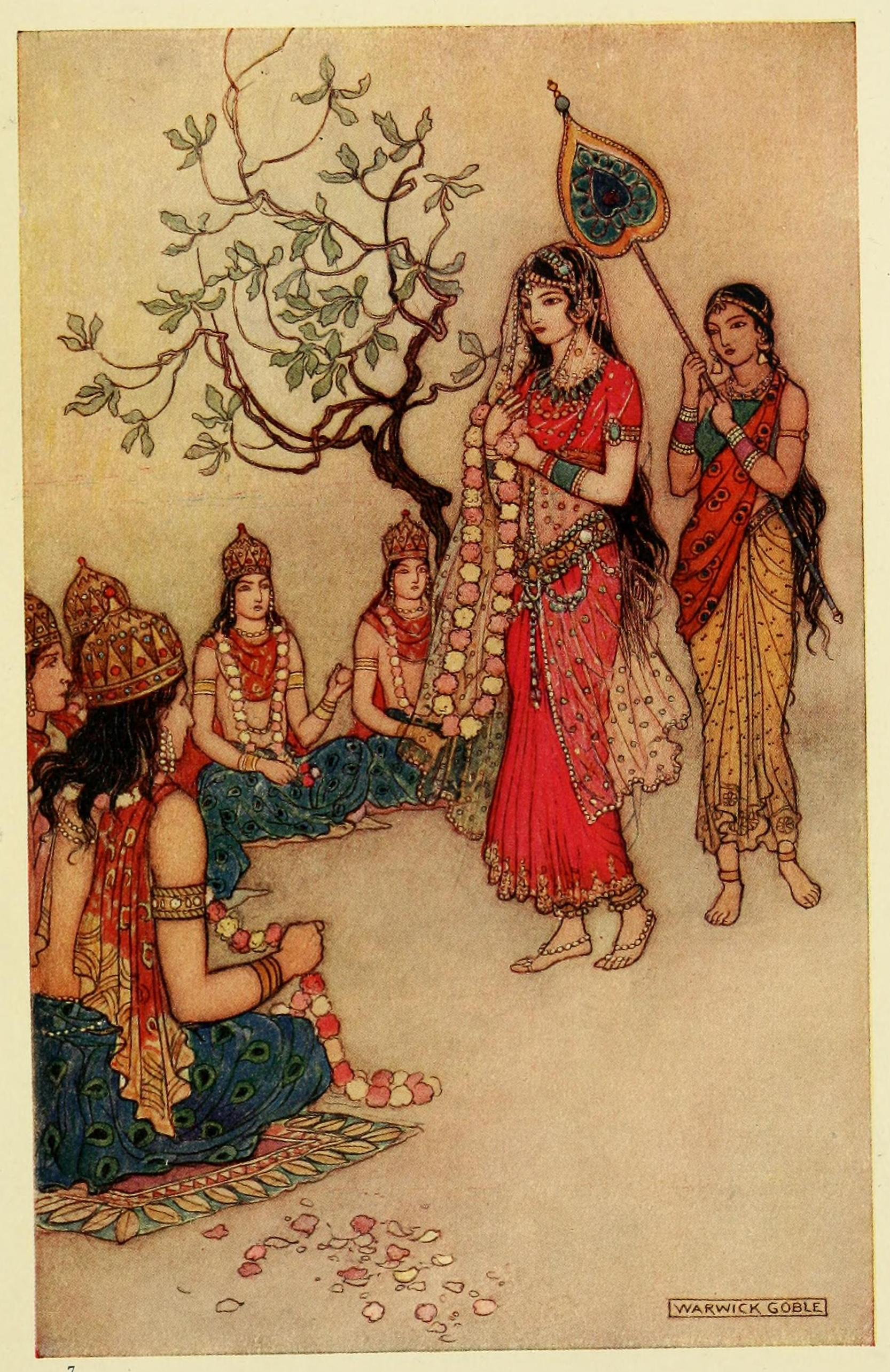
Дамаянти выбирает мужа, иллюстрация Уорика Гобла из книги «Индийские мифы и легенды»

Сваямва́ра (санскр. स्वयं‍वर) — практиковавшийся в Древней Индии обычай выбора девушкой жениха, одна из разновидностей брака гандхарва (виваха).
О проведении сваямвары принимал решение отец девушки. Для проведения церемонии выбирались благоприятные время и место. Цари посылали гонцов в соседние царства, приглашая царевичей для участия в сваямваре. Простые люди приглашали претендентов на руку девушки из округи. В назначенный день, претенденты прибывали в дом отца девушки и просили её руки. Родители девушки оценивали их мужество и другие качества в разного рода соревнованиях. Сделав свой выбор, девушка надевала на своего избранника цветочную гирлянду, после чего немедленно проводилась свадьба.
В индуистской литературе описывается несколько случаев сваямвары.
В «Рамаяне» (глава 67, шлокии 14 — 16). Сита выходит замуж за Раму, который оказывается единственным царевичем, способным пройти через установленное отцом Ситы испытание — поднять и натянуть лук Шивы. В «Махабхарате» (книга 1, глава 99 — 101) описывается сваямвара Драупади, в результате которой царевна достаётся Арджуне.
В «Махабхарате» также описывается сваямвара Дамаянти (книга третья — «Араньякапарва», глава 50 —  79), в которой она против воли дэвов выбирает себе в мужья Налу.
Также сваямвару устраивает Дакша для своей дочери Сати.